# Guillaume le Vasseur de Beauplan
Guillaume le Vasseur de Beauplan (* um 1600; † 6. Dezember 1673 in Rouen) war ein französischer Militäringenieur, Architekt und Kartograf.

## Leben
Zu seinem Geburts- und Todesjahr existieren in der Literatur unterschiedliche Angaben. Vermutlich wurde er in Dieppe in der Normandie geboren. Gelegentlich wird sein Vorname mit Wilhelm angegeben. Die Angaben zu seinem Leben in Frankreich sind spärlich und widersprüchlich. Beauplan entstammte vermutlich einer hugenottischen Familie. Sein Vater Guillaume († 1643) war Hydrograf, Kartograf und Mathematiker. Angeblich diente Beauplan als Leutnant in der französischen Armee, zeitweise sogar in der Karibik, bevor er nach Polen kam.
Zwischen 1630 und 1647 stand er in den Diensten des Königreiches Polen, seit 1630 als Offizier und seit 1632 als Vermessungsingenieur in Podolien, Wolhynien und in der Ukraine. 1634 nahm er an der Festlegung der Grenze zwischen Russland und Polen-Litauen teil.
Während des bis zur Dneprmündung reichenden Streifzuges im Jahre 1639 konnte Beauplan zahlreiche Informationen sammeln, u. a. über die geografische Breite der Mündung mit dem Resultat 46° 50' und vertat sich lediglich um 15’. Das Ergebnis der Reise war eine dreiteilige Karte der Ukraine entlang des Flusses mit Krim und Asowschen Meer, die er mit Hilfe von Sebastian Aders schuf. Damit wurde die noch aus der Antike stammende Landkarte von Ptolemäus korrigiert. Diese Landkarten wurden nachher im Atlas von Friedrich Getkant (1600–1666) und vom Kartografen Guillaume Delisle benutzt. Seine Arbeit unterbrachen Kosakenaufstände in den Jahren 1635–38. 1637–38 nahm er unter Hetman Stanisław Koniecpolski an den Kämpfen gegen die Kosaken im Rang eines Artilleriekapitäns (Beförderung 1637) teil. Diese Karte wurde 1639 noch um Podolien, Wolhynien und Dneprgebiete ergänzt.

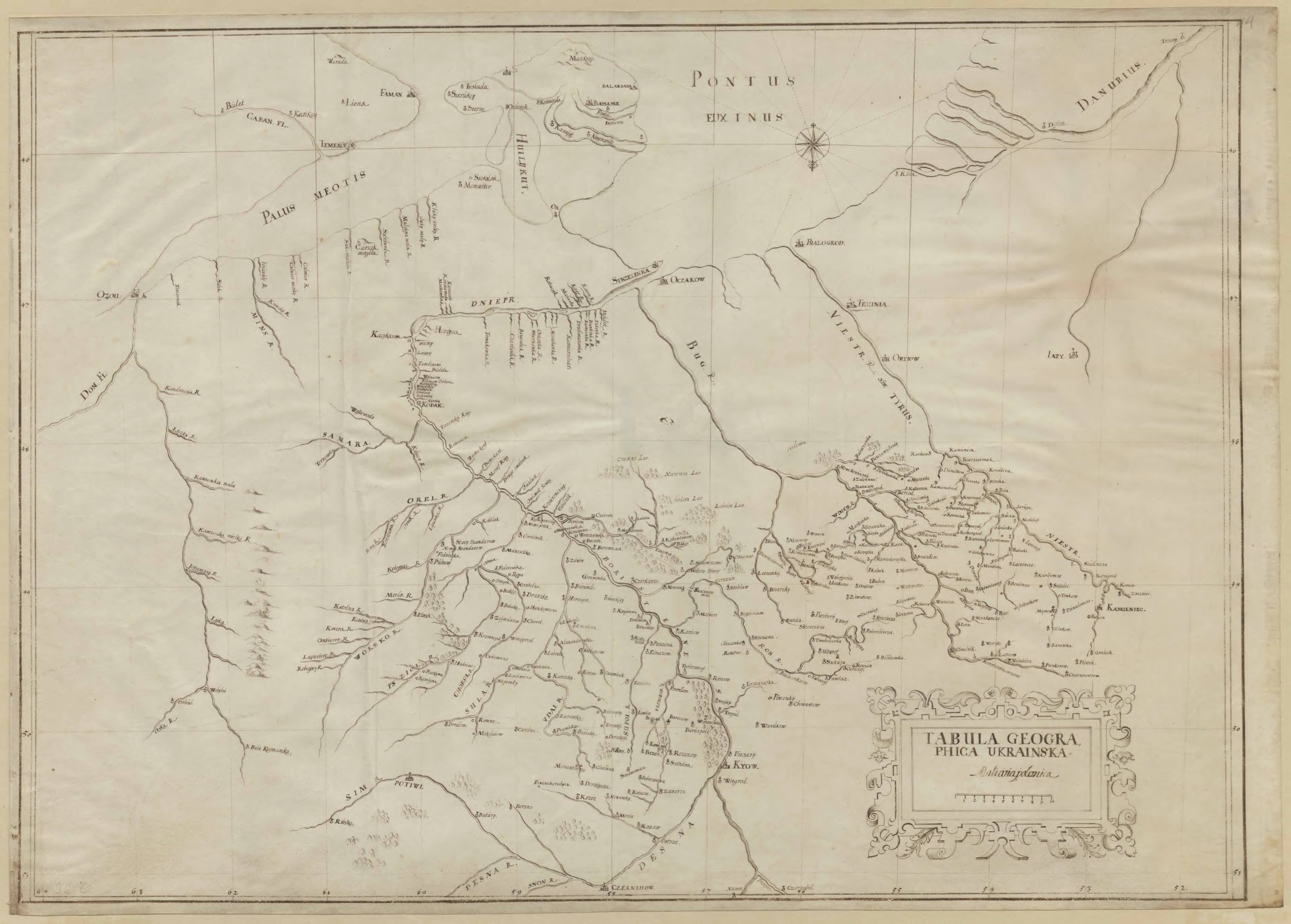
Tabula Geographica Ukrainska erstellt 1639 von Beauplan

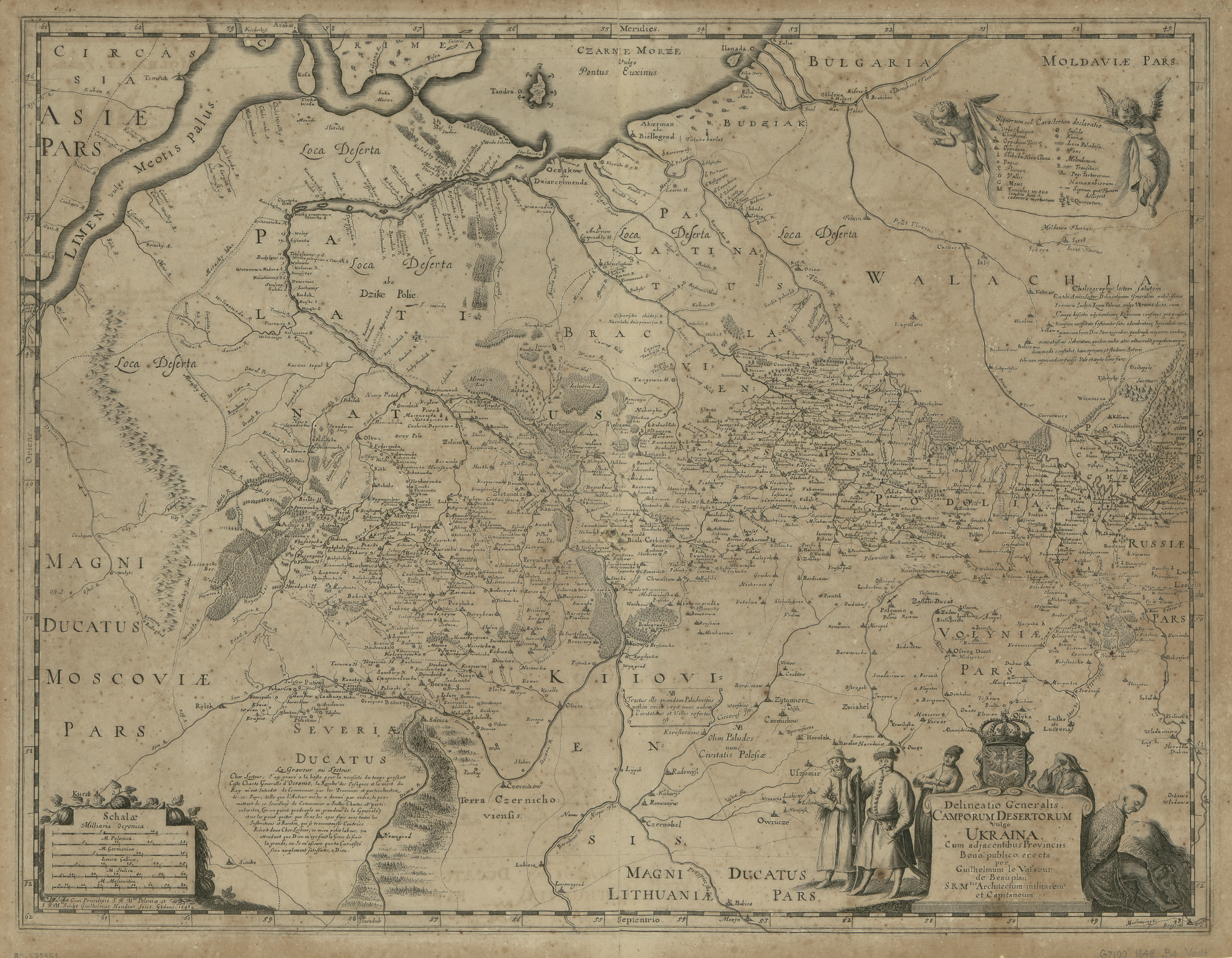
Allgemeine Darstellung der Wilden Felder (im allgemeinen Sprachgebrauch der Ukraine) Zusammen mit seinen benachbarten Provinzen erstellt 1648 von Beauplan

Władysław IV. Wasa beauftragte im Jahre 1645 Beauplan mit dem Druck des Werkes Delineatio specialis et accurata tutius Ukrainae cum suis palatinatibus ac districtibus provinciisque adiacentibus, das heißt einer Generalkarte der (zu Polen gehörenden) Ukraine. Die Landkarte mit Skala 1:463.000 erschien 1650. Die Grundlage dazu war eine kleinere (nicht mehr existente) Karte, die 1648 von Willem Hondius („Delineatio Generalis Camporum Desertorum vulgo Ukraina“) gestochen wurde. Nach dem Tode von Hondius im Jahre 1652 wurde dessen Werk katalogisiert und versiegelt. Aus diesem Anlass erfährt man über das von de Beauplan geplante Projekt „Atlante Polonico“ mit 20 Karten. Die 1952 in der Danziger Stadtbibliothek 11 aufgefundenen Karten von Hondius im Format 19 × 14 cm sind höchstwahrscheinlich ein Teil dieses Projektes. Das Projekt wäre für den Fall seiner Realisierung ein Novum: ein Atlas im Taschenbuchformat mit dem Begleittext. Zu den Vermessungsprojekten existierte keine Dokumentation mehr. Das Büro befand sich vermutlich in Warschau, wo sich demnach auch Beauplan über mehrere Wochen hinweg aufhalten musste. Die von Beauplan geschaffenen Landkarten sind unregelmäßig. Genauer erfasst sind nur jene Gebiete, die er persönlich kannte. Trotzdem sind seine Verdienste für die Entwicklung der Kartografie enorm, besonders angesichts der Tatsache, dass er viele Messungen selbst vornahm und mit vier relativ einfachen Geräten arbeitete: Uhr, Hodometer, Bussole und Astrolabium.
Nur wenige Monate vor Beginn des Kosakenaufstandes unter Bohdan Chmelnyzkyj wurde Beauplan am 29. März 1647 aus dem Militärdienst entlassen und kehrte nach Frankreich zurück. Vor der Rückreise traf er sich noch mit Willem Hondius, den er nochmals 1650 anlässlich der Drucklegung der Landkarten in Danzig besuchte. Von ihm bekam Beauplan die Karten, die der Neuauflage der Déscription von 1660 beigefügt wurden. Bis 1652 lebte Beauplan in Dieppe, 1650–52 als Vize-Sergeant-Major der Stadt, und nach dem Umzug bis zu seinem Tode in Rouen, wo er auch ein kleines Landgut besaß. In Frankreich verlegte er 1650 sein Buch und 1652 die Landkarte der Rzeczpospolita (Skala 1:1,8 Mio.), 1662 Karten vom Dnepr und 1653 von der Normandie. Diese Karten wurden nachher oftmals von mehreren Autoren verändert und in diversen Atlanten oder anderen Publikationen abgedruckt.

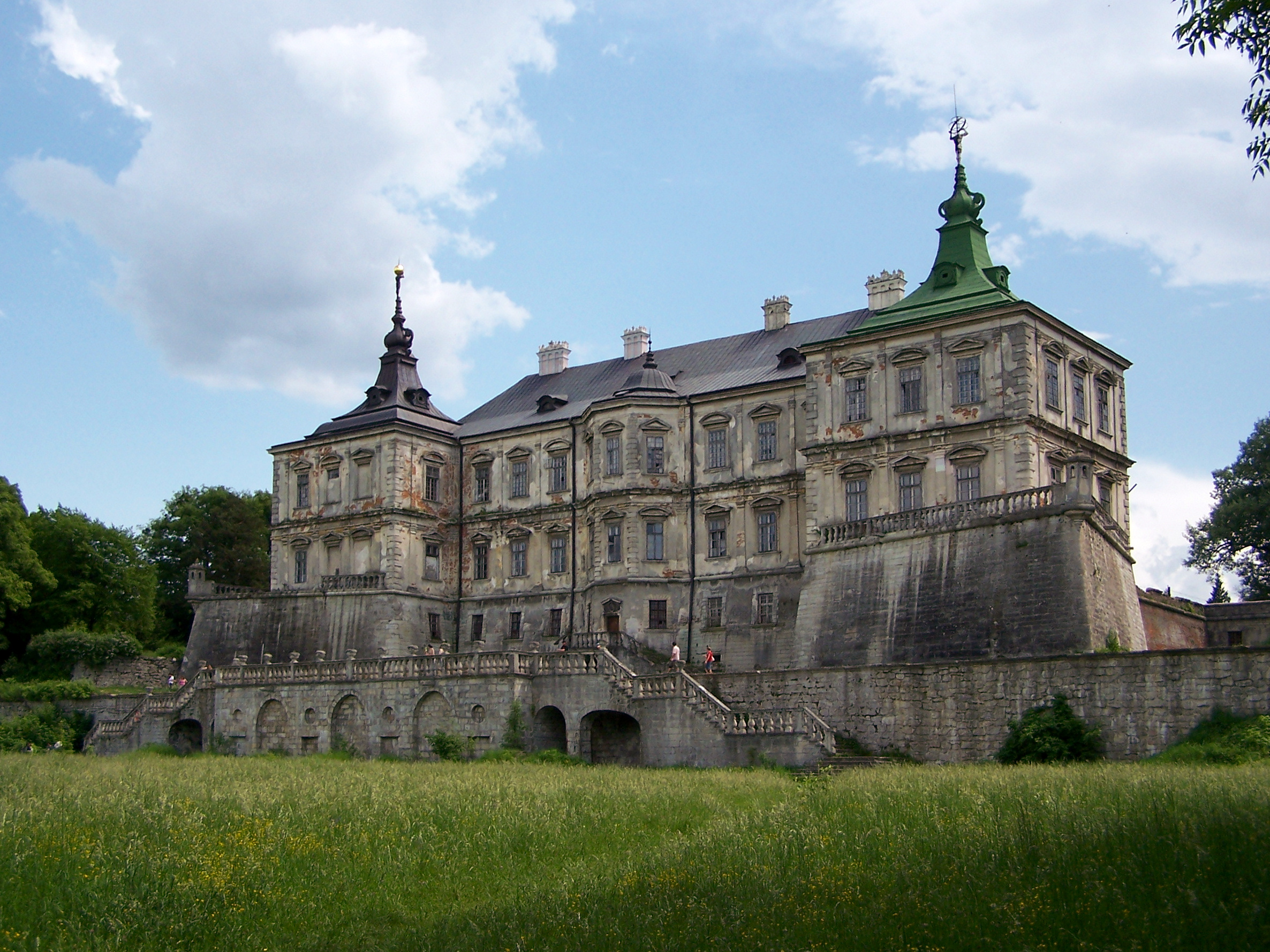
Das von Beauplan entworfene Schloss Pidhirzi in der Westukraine

Zu Beauplans Leistungen im Bereich Militärarchitektur gehören vor allem Fortifikationen in Bar, Brody, Kudak, Nowy Koniecpol, Krzemieńczuk und das Schloss in Podhorce (1635–40) sowie zahlreiche Brücken und Straßen bzw. Straßenplanung. Außerdem publizierte er noch Werke über Militärgeometrie (1662), Nautik (1667) und Astronomie (1653).
Beauplan war zweimal verheiratet, mit Marie Duguet und mit Elisabeth Boivin. Er starb als Calvinist am 6. Dezember 1673 (nach anderen Angaben 1685, eher unwahrscheinlich).

## Déscription d’Ukranie

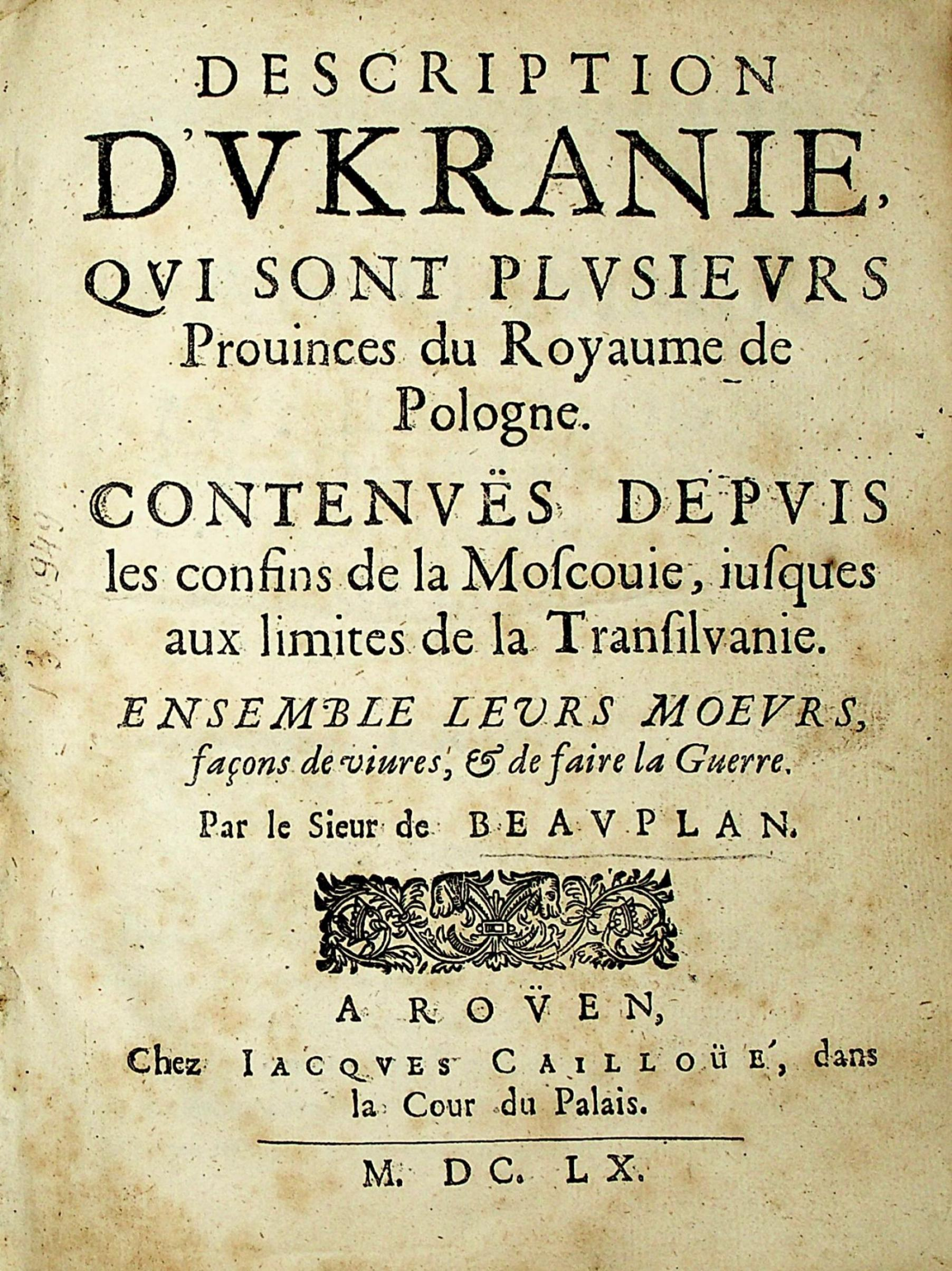
Déscription d’Ukranie (1651)

Das Titelblatt der ersten Ausgabe der Déscription d’Ukranie von 1651 enthält einen, vielleicht vom Verfasser nicht beabsichtigten Rechtschreibfehler (Ukranie statt Ukraine). Eigene Informationen und Beobachtungen, die Beauplan während seines Aufenthaltes in der Ukraine in den Jahren 1630 bis 1647 machen konnte, schrieb er in seinem Werk Déscription auf. Es ist ein Zeitzeugenbericht, daher eine wichtige kulturhistorische Quelle über die Menschen jener Epoche. Die Déscription enthält auch seine eigenen Zeichnungen und Karten. Es ist die erste größere Beschreibung der Ukraine und der kosakischen Lebensweise.
Das Werk basiert auf Beauplans Beobachtungen und ist keine systematische Erfassung des Landes. Seine Beschreibung ergänzte Beauplan mit zahlreichen Informationen über Fortifikationen oder über Flora und Fauna. Beeindruckt hatten ihn beispielsweise Heuschreckenplagen mit ihren kilometerlangen Schwärmen in den Jahren 1645 und 1646, denen er eine längere Passage widmete. Er beschreibt beispielsweise den bobak, eine heute bereits ausgestorbene Murmeltierart. Großen Eindruck machten auf den Franzosen vor allem die Mumien im Kiewer Höhlenkloster, in Kiew befanden sich nach Beauplan nur zwei orthodoxe Kirchen (in Wirklichkeit vier). Beauplan erwähnte die Gebühren für Hochzeiten, Taufen und Beerdigungen, die den orthodoxen Bauern und Kosaken von Magnaten aufgezwungen wurden (die als Ursache des Kosakenaufstandes unter Chmielnicki anzusehen sind. Den kausalen Zusammenhang verstand er nicht).
Von Beauplan stammen auch Beschreibungen des Kosakenrates. Die Zahl der Kosaken wird von ihm auf etwa 200 000 geschätzt. Als Ursache für die Kosakenaufstände nannte er die kosakische Liebe zur Freiheit. Beauplan erwähnt, dass die Kosaken die mit Schnaps vermischte Asche als Heilmittel gegen Grippe verwenden. Auch der weitverbreitete Bierkonsum zu jeder Mahlzeit in Polen fiel ihm auf (in Wirklichkeit trank man es stark mit Wasser verdünnt). Beauplan wiederholt eine damals verbreitete Legende über die blinde Geburt bei den Tataren, ähnlich wie bei den Katzen.
Die Chronik ist ungleich. Die ihm aus der Autopsie bekannten Fakten beschreibt Beauplan ausführlicher. Der Autor verdreht zahlreiche Begriffe und Namen. Daher ist es ratsam, kommentierte Ausgaben (polnisch, ukrainisch) zu benutzen. So enthält beispielsweise die ukrainische Translation rund 423 Anmerkungen zur 112 Seiten zählenden Chronik. Der Kosakenaufstand und der Nordische Krieg entfachten eine Nachfrage nach Informationen aus den umkämpften Gebieten und sicherten der «Déscription» vier Auflagen (1650, 1651, 1660, 1661).
Das Werk wurde später in Frankreich mehrfach verlegt und in mehrere Sprachen, darunter auch lateinisch (1685) und englisch (mehrfach) übersetzt. Der dritten von Jacques Cailloué verlegten, korrigierten Ausgabe von 1660 wurden die von Hondius gestochenen Karten und mehrere den Text begleitende Zeichnungen Beauplans beigefügt. Die einzige deutsche Übersetzung stammt von Johann Wilhelm Moeller (1748–1807). Der österreichische Schriftsteller und Slawist Andrej Séjour veröffentlichte 2023 eine überarbeitete und kommentierte Ausgabe der Moeller'schen Übersetzung unter dem Titel Kosakenland und Krimkhanat. In Polnisch erschien das Werk zweimal, 1822 (Niemcewicz) und 1972. Zwei russische Übersetzungen erschienen im 19. Jahrhundert. Die Zensur in der Sowjetunion machte selbst vor Quellen aus dem 17. Jahrhundert nicht halt, erst 1990 folgte die neue russische und die allererste ukrainische Übersetzung (abgesehen von den 1981 in einer Fachzeitschrift publizierten Passagen). Die Déscription wurde zum Objekt einiger Plagiate. Mehrere Autoren publizierten Fragmente aus dem Werk von Beauplan unter ihren eigenen Namen.

## Werke
- Description d’Ukranie [lies: Ukraine], qui sont plusieurs Provinces du Royaume de Pologne, Rouen 1650 (Digitalisat bei litopys.org.ua; Digitalisat der Ausgabe von 1861 bei Google Books)
  - Deutsche Ausgabe: Wilhelm le Vasseur, Sieur de Beauplan: Beschreibung der Ukraine, der Krim und deren Einwohner. Aus dem Französischen übersezt und nebst einem Anhange der die Ukraine, und die Budziackische Tatarey betrift, und aus dem Tagebuche eines deutschen Prinzen, und eines Schwedischen Kavaliers gezogen worden, herausgegeben von Johann Wilhelm Moeller. Breslau 1780 (Digitalisat bei Google Books)
  - Englische Ausgabe: Guillaume le Vasseur de Beauplan: Description of Ukraine. Translated and edited by Andrew B. Pernal and Dennis F. Essar. Harvard University Press, Cambridge, MA 1993
  - Russische Ausgabe: Гийом Левассёр де Боплан: Описание Украйны (Gijom Levassёr de Boplan: Opisanie Ukrajny). St. Petersburg 1832 (Digitalisat bei Google Books)
  - Ukrainische Ausgabe: Гійом Левассер де Боплан: Опис України (Hijom Levasser de Boplan: Opys Ukrajiny). Kyjiv 1990 (Digitalisat bei litopys.org.ua)
- Les principes de la geometrie militaire, Rouen 1662.